# Chapelle de Glény

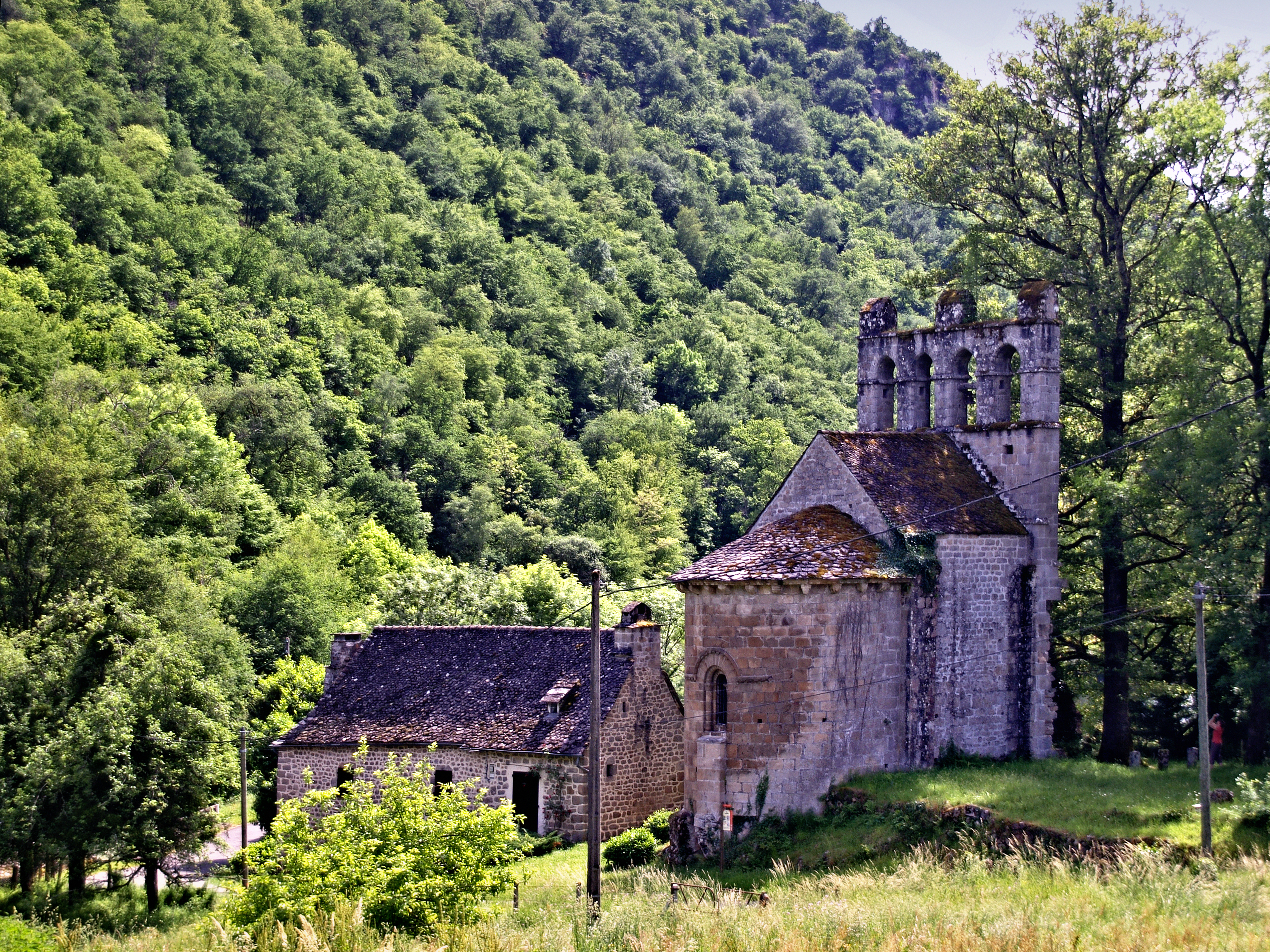
Chapelle de Glény

Die Chapelle de Glény ist eine katholische Kapelle in Servières-le-Château,  einer französischen Gemeinde im Département Corrèze in der Region Nouvelle-Aquitaine, die im 12. Jahrhundert errichtet wurde. Die Kapelle ist seit 1952 ein geschütztes Baudenkmal (Monument historique).

## Geschichte
Die Kapelle wurde während der Französischen  Revolution schwer beschädigt, sodass nur noch der Chor stand. Die Gemeinde Servières-le-Château als Eigentümerin der Kapelle renovierte das Gebäude umfassend.

## Beschreibung
Die Kapelle besteht aus einem kurzen Langhaus, das in einen halbrund geschlossenen Chor mündet. Die Apsis besitzt ein Rundbogenfenster und ist eingewölbt. An der Westseite befindet sich ein offener Glockengiebel, der das Gebäude überragt. Im Innern gibt es skulptierte Kapitelle.